# (1985) Hopmann
(1985) Hopmann (1929 AE) – planetoida z pasa głównego asteroid okrążająca Słońce w ciągu 5,54 lat w średniej odległości 3,13 j.a. Odkryta 13 stycznia 1929 roku.